# Özdem Sanberk
Özdem Sanberk (* 1. August 1938) ist ein türkischer Diplomat.

## Leben
Sanberk besuchte das Galatasaray-Gymnasium und studierte an der juristischen Fakultät der Universität Istanbul. Er arbeitete in den türkischen Botschaften in Madrid, Amman, Bonn und Paris sowie der Ständigen Vertretung der Türkei bei OECD und UNESCO. Zwischen 1985 und 1987 war er außenpolitischer Berater von Ministerpräsident Turgut Özal. Von 1987 bis 1991 war er Botschafter in der Ständigen Vertretung der Republik Türkei bei der Europäischen Gemeinschaft, in den Jahren zwischen 1991 und 1995 Staatssekretär im Außenministerium und zwischen 1995 und 2000 Botschafter in London.
Er ist Vorsitzender der International Strategic Research Organisation und war Vorsitzender der TESEV (Türkische Stiftung für wirtschaftliche und soziale Studien). Er ist Mitglied im European Leadership Network und im Kuratorium der Kadir Has Universität.
Sanberk ist verheiratet und hat eine Tochter.